# RTP Açores
RTP Açores es un canal de televisión regional Portugués perteneciente al grupo Radio e Televisão de Portugal y que constituye el servicio público de televisión del archipiélago de las Islas Azores.

## Historia
El proyecto de RTP Açores nació el 25 de abril de 1974 y con el propósito de ofrecer programación regional a la Región Autónoma de las Azores.
Los estudios del canal se encuentran en los alrededores de Ponta Delgada en la isla de São Miguel.
El día 10 de agosto de 1975 comenzaron las emisiones de televisión en las Azores con una duración de 6 horas. Las emisiones en pruebas duraron 2 meses y la televisión emitía cerca de 3 horas diarias. Comenzó a las 15:30 con la intervención del Presidente de la Junta de Gobierno de las Azores y finalizó con la emisión de los informativos regionales.
El 4 de junio de 2012, RTP Açores concentró la producción regional entre las 17:00 y las 00:00. El resto de la parrilla el canal emitía simultáneamente con RTP3.
El 8 de mayo de 2015, para celebrar sus 40 años de emisiones, RTP Açores empezó a emitir por cable con el Portugal Continental a través del canal 202 de MEO, el canal 189 de NOS, el canal 185 de Vodafone y el canal 28 NOWO.

## Programación

### Arte y cultura
- Arte & Emoção
- Ler +, Ler Melhor
- Ler Açores
- Ler Mais - Açores

### Infantil
- A Família Addams
- Bombeiro Sam
- Brinca Comigo
- Conta com os Desportos
- Espaço Infantil
- Eu e os meus Monstros
- Gombby
- Lulu Cambalhota
- Nutris
- O Comboio dos Dinossauros
- O Meu Amigo Gigante
- O Pequeno Pinguim
- Ooglies
- Zorori, O Fantástico

### Entretenimiento
- Açores Hoje
- Planeta Música

### Magazines
- A Hora de Baco
- A Voz do Cidadão
- Açores Vip
- Biosfera
- Consigo
- Endereço Desconhecido II
- Gostos e Sabores
- Iniciativa
- Janela Indiscreta com Mário Augusto
- Magazine Canadá Contacto
- Magazine EUA Contacto - Califórnia
- Magazine EUA Contacto - N. Inglaterra
- Magazine EUA Contacto - N. Jersey
- Magazine Europa Contacto
- Nós
- República do Saber
- Salvador
- Viajar é Preciso

### Música
- Palcos
- Poplusa
- Top +

### Información
- Bom Dia Portugal
- Consulta Externa
- Direito de Resposta
- Em Foco
- Especial Informação (Açores)
- Estação de Serviço
- Informação Açores - Síntese
- Jornal das 14
- Jornal das 19
- Jornal do Meio Dia
- Noticias (Açores)
- O Tempo
- Parlamento
- Prova das 9
- RTP-Informação
- Síntese Informativa
- Telejornal - Açores

### Religión
- 70x7
- Caminhos

### Deportes
- 2.ª Volta
- Alta Pressão
- Lançamento
- Teledesporto

### Talk-shows
- Atlântida (Açores)
- Atlântida (Madeira)
- Bairro Alto
- Portugal Aqui Tão Perto

### Otros
- Saber de Nós
- Sabores das Ilhas
- Um Natal Distante
- Videograma